# Список послов Российской Федерации в государствах Азии
В статье представлен список чрезвычайных и полномочных послов Российской Федерации в государствах Азии. После даты назначения или освобождения от должности стоит номер соответствующего указа президента Российской Федерации.
Посольства, консульства и другие представительства СССР за рубежом перешли в ведение Министерства иностранных дел РСФСР от упраздняемого Министерства внешних сношений СССР по указу президента РСФСР от 18 декабря 1991 года № 291 «О внешнеполитической службе РСФСР». Послы и представители СССР при этом не переназначались. Даты назначения послов Российской Федерации, назначенных ещё в качестве послов СССР, в списке не указаны.
В периоды времени между освобождением от должности одного и назначением нового посла его функции исполняет временный поверенный в делах Российской Федерации, назначаемый из числа старших дипломатических сотрудников посольства (в некоторых странах такие периоды продолжаются по несколько месяцев).
В соответствии с указом президента Российской Федерации от 15 октября 1999 года № 1371 «О порядке присвоения и сохранения дипломатических рангов и об установлении ежемесячной надбавки к должностному окладу за дипломатический ранг» лицам, занимающим должность чрезвычайного и полномочного посла Российской Федерации (в иностранном государстве) присваиваются дипломатические ранги чрезвычайного и полномочного посла, чрезвычайного и полномочного посланника 1 класса.

## Азербайджан
Азербайджанская Республика
1. Шония, Вальтер Александрович (2 марта 1992 г., № 219 — 26 июня 1995 г., № 645)
2. Блохин, Александр Викторович (26 июня 1995 г., № 646 — 6 января 2000 г., № 17)
3. Рябов, Николай Тимофеевич (9 сентября 2000 г., № 1639 — 19 октября 2004 г., № 1131)
4. Истратов, Василий Николаевич (29 мая 2006 г., № 521 — 24 февраля 2009 г., № 213)
5. Дорохин, Владимир Дмитриевич (24 февраля 2009 г., № 214 — 27 ноября 2017 г., № 570)
6. Бочарников, Михаил Николаевич (29 мая 2018 г., № 275 — 14 июня 2023 г., № 439)
7. Евдокимов, Михаил Николаевич (с 14 июня 2023 г., № 440)

## Армения
Республика Армения
1. Ступишин, Владимир Петрович (2 марта 1992 г., № 220 — 13 сентября 1994 г., № 1912)
2. Урнов, Андрей Юрьевич (13 сентября 1994 г., № 1913 — 12 ноября 1998 г., № 1361)
3. Дрюков, Анатолий Матвеевич (12 ноября 1998 г., № 1362 — 24 марта 2005 г., № 333)
4. Павлов, Николай Викторович (24 марта 2005 г., № 334 — 8 июля 2009 г., № 784)
5. Коваленко, Вячеслав Евгеньевич (8 июля 2009 г., № 785 — 21 марта 2013 г., № 261)
6. Волынкин, Иван Кириллович (21 марта 2013 г., № 262 — 6 апреля 2018 г., № 146)
7. Копыркин, Сергей Павлович (с 6 апреля 2018 г., № 147)

## Афганистан
Республика Афганистан — Исламское Государство Афганистан — Переходное Исламское Государство Афганистан — Исламская Республика Афганистан — Исламский Эмират Афганистан.
1. Пастухов, Борис Николаевич (до 22 февраля 1992 г., № 176)
2. Островенко, Евгений Дмитриевич (24 января 1992 г., № 138 — 31 декабря 1992 г., № 1736)
3. Конаровский, Михаил Алексеевич (21 февраля 2002 г., № 197 — 17 февраля 2004 г., № 203)
4. Кабулов, Замир Набиевич (17 февраля 2004 г., № 204 — 21 сентября 2009 г., № 1062)
5. Аветисян, Андрей Левонович (21 сентября 2009 г., № 1063 — 1 сентября 2014 г., № 610)
6. Мантыцкий, Александр Викентьевич (18 ноября 2014 г., № 727 — 29 апреля 2020 г., № 296)
7. Жирнов, Дмитрий Александрович (с 29 апреля 2020 г., № 297)

## Бангладеш
Народная Республика Бангладеш
1. Алексеев, Юрий Константинович (до 1 сентября 1992 г., № 1036)
2. Шевченко, Эдуард Степанович (1 сентября 1992 г., № 1037 — 24 марта 1997 г., № 259)
3. Иванов, Евгений Павлович (24 марта 1997 г., № 260 — 20 января 2000 г., № 79)
4. Шевченко, Николай Григорьевич (6 мая 2000 г., № 801 — 16 мая 2003 г., № 527)
5. Мальгинов, Олег Сергеевич (16 мая 2003 г., № 528 — 21 сентября 2006 г., № 1026)
6. Троценко, Геннадий Павлович (21 сентября 2006 г., № 1027 — 1 февраля 2012 г., № 134)
7. Николаев, Александр Алексеевич (1 февраля 2012 г., № 135 — 10 февраля 2016 г., № 50)
8. Игнатов, Александр Иванович (10 февраля 2016 г., № 51 — 19 мая 2021 г., № 294)
9. Мантыцкий, Александр Викентьевич (19 мая 2021 г., № 295 — 30 октября 2024 г., № 928)
10. Хозин, Александр Григорьевич (с 30 октября 2024 г., № 929)

## Бахрейн
Государство Бахрейн — Королевство Бахрейн
1. Новожилов, Александр Сергеевич (15 октября 1993 г., № 1632 — 2 июля 1998 г., № 758)
2. Власов, Валерий Павлович (2 июля 1998 г., № 759 — 13 мая 2003 г., № 523)
3. Антонов, Юрий Александрович (13 мая 2003 г., № 524 — 28 января 2008 г., № 99)
4. Смирнов, Виктор Юрьевич (28 января 2008 г., № 100 — 29 декабря 2014 г., № 822)
5. Гараев, Вагиф Мамедвели оглы (29 декабря 2014 г., № 823 — 19 сентября 2018 г., № 530)
6. Кремнев, Игорь Александрович (19 сентября 2018 г., № 531 — 9 августа 2022 г., № 534)
7. Скосырев, Алексей Владимирович (с 9 августа 2022 г., № 535)

## Бруней
Государство Бруней-Даруссалам (до 31 июля 2009 года послами по совместительству назначались послы в Малайзии)
1. Воробьёв, Виталий Яковлевич (6 августа 1993 г., № 1229 — 10 августа 1998 г., № 941)
2. Жуков, Алексей Дмитриевич (10 августа 1998 г., № 942 — 26 июня 2000 г., № 1173)
3. Морозов, Владимир Николаевич (15 сентября 2000 г., № 1660 — 14 апреля 2005 г., № 421)
4. Карчава, Александр Алексеевич (14 апреля 2005 г., № 423 — 31 июля 2009 г., № 879)
5. Селезнёв, Виктор Александрович (31 июля 2009 г., № 880 — 30 января 2015 г., № 42)
6. Семиволос, Владлен Станиславович (30 января 2015 г., № 43 — 26 июня 2019 г., № 294)
7. Гончаренко, Владимир Борисович (26 июня 2019 г., № 295 — умер 28 марта 2022 г.)
8. Баранов, Михаил Владимирович (с 17 января 2023 г., № 15)

## Восточный Тимор
Демократическая Республика Восточный Тимор (послами по совместительству назначаются послы в Индонезии)
1. Плотников, Владимир Юрьевич (6 мая 2003 г., № 506 — 6 октября 2004 г., № 1278)
2. Белый, Михаил Михайлович (6 октября 2004 г., № 1282 — 19 января 2007 г., № 55)
3. Иванов, Александр Анатольевич (16 февраля 2007 г., № 179 — 11 октября 2012 г., № 1398)
4. Галузин, Михаил Юрьевич (25 октября 2012 г., № 1437 — 29 января 2018 г., № 31)
5. Воробьёва, Людмила Георгиевна (15 февраля 2018 г., № 75 — 1 марта 2024 г., № 153)
6. Толчёнов, Сергей Геннадьевич (с 14 мая 2024 г., № 368)

## Вьетнам
Социалистическая Республика Вьетнам
1. Хамидулин, Рашит Луфтулович (до 25 июня 1996 г., № 982)
2. Иванов, Виктор Васильевич (25 июня 1996 г., № 983 — 9 апреля 2001 г., № 403)
3. Татаринов, Андрей Алексеевич (9 апреля 2001 г., № 404 — 9 декабря 2004 г., № 1515)
4. Серафимов, Вадим Викторович (9 декабря 2004 г., № 1516 — 30 июля 2009 г., № 877)
5. Ковтун, Андрей Григорьевич (30 июля 2009 г., № 878 — 26 декабря 2014 г., № 816)
6. Внуков, Константин Васильевич (26 декабря 2014 г., № 818 — 25 марта 2021 г., № 169)
7. Бездетко, Геннадий Степанович (с 25 марта 2021 г., № 170)

## Грузия
Республика Грузия — Грузия
1. Земский, Владимир Васильевич (24 октября 1992 г., № 1294 — 21 сентября 1996 г., № 1387)
2. Станевский, Феликс Иосифович (21 сентября 1996 г., № 1388 — 24 августа 2000 г., № 1566)
3. Гудев, Владимир Викторович (24 августа 2000 г., № 1567 — 31 октября 2002 г., № 1270)
4. Чхиквишвили, Владимир Ираклиевич (31 октября 2002 г., № 1271 — 7 июля 2006 г., № 685)
5. Коваленко, Вячеслав Евгеньевич (7 июля 2006 г., № 686 — 8 июля 2009 г, № 786)

## Израиль
Государство Израиль
1. Бовин, Александр Евгеньевич (до 27 марта 1997 г., № 269)
2. Богданов, Михаил Леонидович (27 марта 1997 г., № 270 — 1 февраля 2002 г., № 132)
3. Тарасов, Геннадий Павлович (1 февраля 2002 г., № 133 — 31 января 2007 г., № 92)
4. Стегний, Пётр Владимирович (31 января 2007 г., № 93 — 8 июля 2011 г., № 904)
5. Яковлев, Сергей Яковлевич (8 июля 2011 г., № 905 — 10 июля 2015 г., № 354)
6. Шеин, Александр Петрович (10 июля 2015 г., № 355 — 5 апреля 2018 г., № 141)
7. Викторов, Анатолий Дмитриевич (с 5 апреля 2018 г., № 142)

## Индия
Республика Индия
1. Дрюков, Анатолий Матвеевич (до 1 мая 1996 г., № 615)
2. Чернышёв, Альберт Сергеевич (1 мая 1996 г., № 616 — 11 ноября 1999 г., № 1485)
3. Кадакин, Александр Михайлович (15 ноября 1999 г., № 1533 — 29 июля 2004 г., № 979)
4. Трубников, Вячеслав Иванович (29 июля 2004 г., № 980 — 27 октября 2009 г., № 1209)
5. Кадакин, Александр Михайлович (27 октября 2009 г., № 1210 — умер 26 января 2017 г.[1])
6. Кудашев, Николай Ришатович (18 августа 2017 г., № 380 — 12 января 2022 г., № 7)
7. Алипов, Денис Евгеньевич (с 12 января 2022 г., № 8)

## Индонезия
Республика Индонезия
1. Малыгин, Валерий Владимирович (до 13 сентября 1995 г., № 934)
2. Соловьёв, Николай Николаевич (13 сентября 1995 г., № 935 — умер 29 сентября 1998 г.)
3. Плотников, Владимир Юрьевич (7 сентября 1999 г., № 1182 — 6 октября 2004 г., № 1278)
4. Белый, Михаил Михайлович (6 октября 2004 г., № 1279 — 19 января 2007 г., № 55)
5. Иванов, Александр Анатольевич (2 февраля 2007 г., № 117 — 11 октября 2012 г., № 1398)
6. Галузин, Михаил Юрьевич (11 октября 2012 г., № 1355 — 29 января 2018 г., № 31)
7. Воробьёва, Людмила Георгиевна (15 февраля 2018 г., № 73 — 1 марта 2024 г., № 153)
8. Толченов, Сергей Геннадьевич (с 14 мая 2024 г., № 367)

## Иордания
Иорданское Хашимитское Королевство
1. Грядунов, Юрий Степанович (до 22 апреля 1992 г., № 417)
2. Салтанов, Александр Владимирович (31 декабря 1992 г., № 1729 — 25 января 1999 г., № 129)
3. Иванов-Галицин, Александр Григорьевич (24 мая 1999 г., № 645 — 29 марта 2002 г., № 303)
4. Шеин, Александр Петрович (29 марта 2002 г., № 299 — 16 января 2006 г., № 28)
5. Калугин, Александр Михайлович (16 января 2006 г., № 29 — 13 декабря 2013 г., № 908)
6. Болотин, Борис Фёдорович (13 декабря 2013 г., № 909 — 28 декабря 2018 г., № 763)
7. Десятников, Глеб Феликсович (с 28 декабря 2018 г., № 764)

## Ирак
Иракская Республика — Республика Ирак
1. Посувалюк, Виктор Викторович (до 22 апреля 1992 г., № 406)
2. Картузов, Николай Васильевич (22 августа 1994 г., № 1715 — 6 августа 1999 г., № 1009)
3. Шеин, Александр Петрович (9 августа 1999 г., № 1025 — 29 марта 2002 г., № 298)
4. Титоренко, Владимир Ефимович (29 марта 2002 г., № 300 — 8 декабря 2003 г., № 1447)
5. Моргунов, Илья Анатольевич (Временный поверенный)
6. Чамов, Владимир Васильевич (3 марта 2005 г., № 246 — 16 октября 2008 г., № 1481)
7. Шуваев, Валерьян Владимирович (16 октября 2008 г., № 1483 — 2 марта 2012 г., № 264)
8. Моргунов, Илья Анатольевич (2 марта 2012 г., № 265 — 3 октября 2016 г., № 515)
9. Максимов, Максим Константинович (3 октября 2016 г., № 516 — 8 апреля 2021 г., № 198)
10. Кутрашев, Эльбрус Кириллович (с 8 апреля 2021 г., № 199)

## Иран
Исламская Республика Иран
1. Гудев, Владимир Викторович (до 6 апреля 1993 г., № 423)
2. Третьяков, Сергей Михайлович (6 апреля 1993 г., № 422 — 6 июня 1997 г., № 559)
3. Шувалов, Константин Викторович (6 июня 1997 г., № 560 — 8 февраля 2001 г., № 138)
4. Марьясов, Александр Георгиевич (8 февраля 2001 г., № 139 — 30 мая 2005 г., № 607)
5. Садовников, Александр Алексеевич (30 мая 2005 г., № 608 — 17 октября 2011 г., № 1364)
6. Джагарян, Леван Семёнович (17 октября 2011 г., № 1365 — 8 сентября 2022 г., № 614)
7. Дедов, Алексей Юрьевич (с 8 сентября 2022 г., № 617)

## Йемен
Йеменская Республика
1. Иващенко, Игорь Георгиевич (до 14 апреля 1995 г., № 355)
2. Грибков, Николай Михайлович (14 апреля 1995 г., № 356 — 12 ноября 1998 г., № 1363)
3. Калугин, Александр Михайлович (12 ноября 1998 г., № 1364 — 10 сентября 2002 г., № 975)
4. Засыпкин, Александр Сергеевич (10 сентября 2002 г., № 976 — 18 октября 2006 г., № 1152)
5. Трофимов, Владимир Григорьевич (18 октября 2006 г., № 1153 — 18 августа 2010 г., № 1022)
6. Козлов, Сергей Георгиевич (18 августа 2010 г. № 1023 — 16 августа 2013 г., № 676)
7. Дедушкин, Владимир Петрович (16 августа 2013 г., № 678 — 30 ноября 2021 г., № 680)

## Казахстан
Республика Казахстан
1. Красников, Борис Анатольевич (Указ о назначении не найден — 13 сентября 1994 г., № 1914)
2. Долгов, Вячеслав Иванович (13 сентября 1994 г., № 1915 — 17 апреля 1997 г., № 385)
3. Николаенко, Валерий Дмитриевич (17 апреля 1997 г., № 386 — 31 декабря 1999 г., № 1773)
4. Мерзляков, Юрий Николаевич (31 декабря 1999 г., № 1774 — 2 июля 2003 г., № 717)
5. Бабичев, Владимир Степанович (2 июля 2003 г., № 718 — 9 ноября 2006 г., № 1255)
6. Бочарников, Михаил Николаевич (14 ноября 2006 г., № 1287 — 7 февраля 2018 г., № 56)
7. Бородавкин, Алексей Николаевич (с 7 февраля 2018 г., № 57)

## Камбоджа
Королевство Камбоджа
1. Мякотных, Юрий Николаевич (до 23 августа 1994 г., № 1716)
2. Серафимов, Вадим Викторович (23 августа 1994 г., № 1717 — 12 апреля 1999 г., № 464)
3. Самойленко, Виктор Васильевич (12 апреля 1999 г., № 465 — 29 июля 2004 г., № 981)
4. Терещенко, Валерий Яковлевич (29 июля 2004 г., № 982 — 25 мая 2009 г., № 587)
5. Игнатов, Александр Иванович(25 мая 2009 г., № 588 — 7 ноября 2013 г., № 829)
6. Цветков, Дмитрий Юрьевич (7 ноября 2013 г., № 830 — 4 мая 2020 г., № 301)
7. Боровик, Анатолий Васильевич (с 4 мая 2020 г., № 302)

## Катар
Государство Катар
1. Водяхин, Владимир Иванович (до 27 октября 1993 г., № 1763)
2. Мелихов, Игорь Александрович (27 октября 1993 г., № 1764 — 6 сентября 1996 г., № 1321)
3. Тихомиров, Николай Константинович (25 ноября 1996 г., № 1604 — 5 августа 2000 г., № 1430)
4. Кудрявцев, Виктор Сергеевич (5 августа 2000 г., № 1431 — 15 июля 2005 г., № 803)
5. Андреев, Андрей Владимирович (15 июля 2005 г., № 804 — 23 июля 2009 г., № 844)
6. Титоренко, Владимир Ефимович (9 ноября 2009 г., № 1257 — 7 марта 2012 г., № 290)
7. Холов, Нурмахмад Махмадуллаевич (22 ноября 2013 г., № 861 — 9 ноября 2021 г., № 638)
8. Догадкин, Дмитрий Николаевич (с 9 ноября 2021 г., № 639)

## Республика Кипр
Республика Кипр
1. Зенков, Борис Геннадиевич (до 18 ноября 1996 г., № 1582)
2. Мурадов, Георгий Львович (18 ноября 1996 г., № 1583 — 25 октября 1999 г., № 1440)
3. Павлинов, Владимир Александрович (31 декабря 1999 г., № 1777 — 20 ноября 2003 г., № 1373)
4. Нестеренко, Андрей Алексеевич (24 ноября 2003 г., № 1386 — 11 сентября 2008 г., № 1344)
5. Шумский, Вячеслав Дмитриевич (11 сентября 2008 г., № 1345 — 3 июня 2013 г., № 543)
6. Осадчий, Станислав Вилиорович (3 июня 2013 г., № 544 — 12 сентября 2022 г., № 629)
7. Зязиков, Мурат Магометович (с 12 сентября 2022 г., № 630)

## Китай
Китайская Народная Республика
1. Соловьёв, Николай Николаевич (до 24 января 1992 г., № 73)
2. Рогачёв, Игорь Алексеевич (24 января 1992 г., № 72 — 10 июня 2005 г., № 672)
3. Разов, Сергей Сергеевич (10 июня 2005 г., № 674 — 21 апреля 2013 г., № 438)
4. Денисов, Андрей Иванович (22 апреля 2013 г., № 412 — 13 сентября 2022 г., № 635)
5. Моргулов, Игорь Владимирович (с 13 сентября 2022 г., № 636)

## Северная Корея
Корейская Народно-Демократическая Республика
1. Капто, Александр Семенович (до 24 января 1992 г., № 81)
2. Фадеев, Юрий Дмитриевич (24 января 1992 г., № 79 — 12 августа 1996 г., № 1157)
3. Денисов, Валерий Иосифович (12 августа 1996 г., № 1158 — 9 июля 2001 г., № 807)
4. Карлов, Андрей Геннадьевич (9 июля 2001 г., № 808 — 20 декабря 2006 г., № 1440)
5. Сухинин, Валерий Евгеньевич (20 декабря 2006 г., № 1441 — 5 апреля 2012 г., № 393)
6. Тимонин, Александр Андреевич (5 апреля 2012 г., № 394 — 26 декабря 2014 г., № 819)
7. Мацегора, Александр Иванович (c 26 декабря 2014 г., № 821)

## Южная Корея
Республика Корея
1. Соколов, Олег Михайлович (до 17 февраля 1992 г., № 121)
2. Панов, Александр Николаевич (10 февраля 1992 г., № 123 — 1 ноября 1993 г., № 1808)
3. Кунадзе, Георгий Фридрихович (1 ноября 1993 г., № 1809 — 3 июня 1997 г., № 545)
4. Афанасьев, Евгений Владимирович (3 июня 1997 г., № 546 — 25 декабря 2000 г., № 2066)
5. Рамишвили, Теймураз Отарович (25 декабря 2000 г., № 2067 — 4 апреля 2005 г., № 391)
6. Ивашенцов, Глеб Александрович (4 апреля 2005 г., № 392 — 17 июля 2009 г., № 819)
7. Внуков, Константин Васильевич (17 июля 2009 г., № 820 — 26 декабря 2014 г., № 817)
8. Тимонин, Александр Андреевич (26 декабря 2014 г., № 820 — 18 июля 2018 г., № 426)
9. Кулик, Андрей Борисович (18 июля 2018 г., № 427 — 7 декабря 2023 г., № 935)
10. Зиновьев, Георгий Вениаминович (с 7 декабря 2023 г., № 936)

## Кувейт
Государство Кувейт
1. Стегний, Петр Владимирович (31 декабря 1992 г., № 1730 — 24 марта 1998 г., № 289)
2. Шишов, Владимир Сергеевич (24 марта 1998 г., № 290 — 4 января 2003 г., № 1)
3. Кульмухаметов, Азамат Рахметович (4 января 2003 г., № 2 — 28 января 2008 г., № 101)
4. Кинщак, Александр Александрович (28 января 2008 г., № 102 — 4 марта 2013 г., № 186)
5. Соломатин, Алексей Владимирович (4 марта 2013 г., № 187 — 17 августа 2018 г., № 484)
6. Макаров, Николай Валентинович (17 августа 2018 г., № 485 — 10 марта 2023 г., № 153)
7. Желтов, Владимир Филиппович (с 10 марта 2023 г., № 155)

## Кыргызстан
Республика Кыргызстан — Кыргызская Республика
1. Романов, Михаил Алексеевич (22 апреля 1992 г., № 402 — 25 ноября 1996 г., № 1598)
2. Рудов, Георгий Алексеевич (25 ноября 1996 г., № 1599 — 14 августа 2002 г., № 893)
3. Шмагин, Евгений Алексеевич (14 августа 2002 г., № 894 — 6 декабря 2006 г., № 1349)
4. Власов, Валентин Степанович (6 декабря 2006 г., № 1350 — 30 июля 2012 г., № 1083)
5. Крутько, Андрей Андреевич (30 июля 2012 г., № 1088 — 30 января 2019 г., № 25)
6. Удовиченко, Николай Николаевич (30 января 2019 г., № 26 — 18 июня 2024 г., № 527)
7. Вакунов, Сергей Иванович (с 18 июня 2024 г., № 528)

## Лаос
Лаосская Народно-Демократическая Республика
1. Рудов, Георгий Алексеевич (до 6 апреля 1993 г., № 424)
2. Федотов, Владимир Павлович (6 апреля 1993 г., № 425 — 30 апреля 1997 г., № 436)
3. Еремченко, Валентин Григорьевич (30 апреля 1997 г., № 437 — 17 июня 2002 г., № 595)
4. Райков, Юрий Андреевич (17 июня 2002 г., № 596 — 17 января 2007 г., № 40)
5. Плотников, Владимир Юрьевич (17 января 2007 г., № 41 — 3 февраля 2010 г., № 132)
6. Кабанов, Олег Викторович (3 февраля 2010 г., № 133 — 27 июня 2014 г., № 469)
7. Баранов, Михаил Владимирович (27 июня 2014 г., № 470 — 6 сентября 2019 г., № 413)
8. Калинин, Владимир Анатольевич (с 6 сентября 2019 г., № 414)

## Ливан
Ливанская Республика
1. Ильичёв, Геннадий Викторович (до 29 января 1996 г., № 121)
2. Пересыпкин, Олег Герасимович (29 января 1996 г., № 122 — 29 октября 1999 г., № 1459)
3. Болотин, Борис Фёдорович (11 ноября 1999 г., № 1484 — 7 мая 2004 г., № 586)
4. Букин, Сергей Николаевич (7 мая 2004 г., № 587 — 1 октября 2010 г., № 1192)
5. Засыпкин, Александр Сергеевич (1 октября 2010 г., № 1193 — 14 августа 2020 г., № 506)
6. Рудаков Александр Николаевич (с 14 августа 2020 г., № 507)

## Малайзия
Малайзия
1. Хмельницкий, Анатолий Иванович (до 2 ноября 1992 г., № 1325)
2. Воробьёв, Виталий Яковлевич (16 марта 1993 г., № 342 — 10 августа 1998 г., № 941)
3. Жуков, Алексей Дмитриевич (10 августа 1998 г., № 942 — 26 июня 2000 г., № 1173)
4. Морозов, Владимир Николаевич (15 сентября 2000 г., № 1659 — 14 апреля 2005 г., № 421)
5. Карчава, Александр Алексеевич (14 апреля 2005 г., № 422 — 15 июня 2010 г., № 731)
6. Воробьёва, Людмила Георгиевна (15 июня 2010 г., № 732 — 18 февраля 2015 г., № 79).
7. Ермолов, Валерий Николаевич (18 февраля 2015 г., № 80 — 25 октября 2019 г., № 521).
8. Латыпов, Наиль Мазгутович (с 25 октября 2019 г., № 522).

## Мальдивские острова
Мальдивская Республика (послами по совместительству назначаются послы в Шри-Ланке)
1. Виноградов, Юрий Николаевич (до 25 мая 1993 г., № 773)
2. Кабанов, Олег Викторович (25 мая 1993 г., № 774 — 22 января 1998 г., № 56)
3. Зотин, Виктор Гаврилович (22 января 1998 г., № 57 — 21 марта 2001 г., № 320)
4. Конаровский, Михаил Алексеевич (29 июня 2001 г., № 785 — 21 февраля 2002 г., № 196)
5. Карпов, Михаил Георгиевич (2 июля 2002 г., № 680 — умер 24 июня 2004 г.)
6. Шебаршин, Алексей Леонидович (19 января 2005 г., № 38 — 27 августа 2008 г., № 1262)
7. Михайлов, Владимир Петрович (27 августа 2008 г., № 1264 — 24 августа 2012 г., № 1209)
8. Карчава, Александр Алексеевич (24 августа 2012 г., № 1211 — 21 августа 2017 г., № 390)
9. Материй, Юрий Борисович (24 августа 2017 г., № 400 — 8 сентября 2022 г., № 612)
10. Джагарян, Леван Семёнович (с 8 сентября 2022 г., № 616)

## Монголия
Монголия
1. Ситников, Василий Иванович (до 24 января 1992 г., № 76)
2. Разов, Сергей Сергеевич (24 января 1992 г., № 74 — 31 мая 1996 г., № 793)
3. Павлов, Николай Викторович (31 мая 1996 г., № 794 — 18 октября 1999 г., № 1396)
4. Дерковский, Олег Михайлович (18 октября 1999 г., № 1397 — 24 марта 2006 г., № 256)
5. Говорин, Борис Александрович (24 марта 2006 г., № 257 — 21 сентября 2009 г., № 1068)
6. Самойленко, Виктор Васильевич (21 сентября 2009 г., № 1069 — 23 сентября 2013 г., № 726)
7. Азизов, Искандер Кубарович (23 сентября 2013 г., № 727 — 18 января 2023 г., № 19)
8. Евсиков, Алексей Николаевич (с 18 января 2023 г., № 20)

## Мьянма
Союз Мьянма
1. Шабалин, Вадим Иванович (до 22 апреля 1992 г., № 414)
2. Назаров, Валерий Вартанович (1 сентября 1992 г., № 1042 — 14 июня 1997 г., № 570)
3. Ивашенцов, Глеб Александрович (14 июня 1997 г., № 571 — 19 ноября 2001 г., № 1333)
4. Кабанов, Олег Викторович (19 ноября 2001 г., № 1334 — 25 сентября 2006 г., № 1046)
5. Мгеладзе, Михаил Михайлович (25 сентября 2006 г., № 1047 — 16 октября 2012 г., № 1399)
6. Поспелов, Василий Борисович (16 октября 2012 г., № 1400 — 1 июля 2016 г., № 315)
7. Листопадов, Николай Александрович (1 июля 2016 г., № 316 — 23 июня 2023 г., № 466)
8. Азизов, Искандер Кубарович (с 23 июня 2023 г., № 467)

## Непал
Королевство Непал — Федеративная Демократическая Республика Непал
1. Строк, Феликс Николаевич (до 31 декабря 1992 г., № 1731)
2. Кадакин, Александр Михайлович (31 декабря 1992 г., № 1732 — 1 сентября 1997 г., № 970)
3. Иванов, Владимир Васильевич (1 сентября 1997 г., № 971 — 24 июля 2001 г., № 917)
4. Назаров, Валерий Вартанович (24 июля 2001 г., № 918 — 3 марта 2005 г., № 244)
5. Трофимов, Андрей Леонидович (3 марта 2005 г., № 245 — 8 ноября 2010 г., № 1389)
6. Величкин, Сергей Васильевич (8 ноября 2010 г., № 1390 — 14 сентября 2015 г., № 460)
7. Будник, Андрей Сергеевич (14 сентября 2015 г., № 461 — умер 10 августа 2018 г.)
8. Новиков, Алексей Алексеевич (с 5 июля 2019 г., № 323)

## Объединённые Арабские Эмираты
Объединенные Арабские Эмираты
1. Харчев, Константин Михайлович (до 15 августа 1992 г., № 911)
2. Дерковский, Олег Михайлович (15 августа 1992 г., № 912 — 30 января 1998 г., № 118)
3. Кирпиченко, Сергей Вадимович (30 января 1998 г., № 119 — 30 ноября 2000 г., № 1950)
4. Яковлев, Сергей Яковлевич (30 ноября 2000 г., № 1951 — 3 марта 2006 г., № 173)
5. Захаров, Андрей Михайлович (3 марта 2006 г., № 174 — скончался 13 декабря 2008 г.)
6. Андреев, Андрей Владимирович (23 июля 2009 г., № 847 — 16 апреля 2013 г., № 361)
7. Ефимов, Александр Владимирович (16 апреля 2013 г., № 362 — 11 октября 2018 г., № 582)
8. Кузнецов, Сергей Николаевич (4 апреля 2019 г., № 149 — умер 16 января 2021 г.)
9. Забиров, Тимур Фатехович (с 30 августа 2021 г., № 501)

## Оман
Султанат Оман
1. Пацев, Александр Константинович (до 2 ноября 1996 г., № 1525)
2. Савостьянов, Юрий Петрович (18 марта 1997 г., № 253 — 5 декабря 2001 г., № 1389)
3. Носенко, Владимир Иванович (5 декабря 2001 г., № 1390 — 26 августа 2005 г., № 983)
4. Иванов, Сергей Евгеньевич (26 августа 2005 г., № 984 — 1 ноября 2011 г., № 1454)
5. Песков, Сергей Николаевич (1 ноября 2011 г., № 1455 — 27 декабря 2013 г., № 960)
6. Фазельянов, Энварбик Михайлович (27 декабря 2013 г., № 961 — 21 декабря 2017 г., № 616)
7. Догадкин, Дмитрий Николаевич (21 декабря 2017 г., № 617 — 9 ноября 2021 г., № 636)
8. Моргунов, Илья Анатольевич (9 ноября 2021 г., № 637 — 8 октября 2024 г., № 858)
9. Левин, Олег Владимирович (с 8 октября 2024 г., № 859)

## Пакистан
Исламская Республика Пакистан
1. Якунин, Виктор Павлович (до 29 апреля 1993 г., № 575)
2. Алексеев, Александр Юрьевич (29 апреля 1993 г., № 576 — 18 сентября 1998 г., № 1117)
3. Гуляев, Андрей Михайлович (18 сентября 1998 г., № 1118 — умер 4 декабря 1999 г.)
4. Шевченко, Эдуард Степанович (8 июня 2000 г., № 1076 — 12 июля 2004 г., № 874)
5. Песков, Сергей Николаевич (12 июля 2004 г., № 875 — 30 сентября 2008 г., № 1424)
6. Будник, Андрей Сергеевич (30 сентября 2008 г., № 1425 — 14 декабря 2013 г., № 910)
7. Дедов, Алексей Юрьевич (14 декабря 2013 г., № 911 — 11 апреля 2019 г., № 155)
8. Ганич, Данила Викторович (11 апреля 2019 г., № 156 — 10 ноября 2023 г., № 853)
9. Хорев, Альберт Павлович (с 10 ноября 2023 г., № 854)

## Саудовская Аравия
Королевство Саудовская Аравия
1. Тарасов, Геннадий Павлович (до 6 сентября 1996 г., № 1320)
2. Мелихов, Игорь Александрович (6 сентября 1996 г., № 1322 — 17 октября 2000 г., № 1757)
3. Бакланов, Андрей Глебович (17 октября 2000 г., № 1758 — 22 сентября 2005 г., № 1105)
4. Кудрявцев, Виктор Сергеевич (22 сентября 2005 г., № 1106 — 8 февраля 2010 г., № 155)
5. Озеров, Олег Борисович (8 февраля 2010 г., № 156 — 20 февраля 2017 г., № 75)
6. Козлов, Сергей Георгиевич (с 20 февраля 2017 г., № 76)

## Сингапур
Республика Сингапур
1. Логинов, Николай Николаевич (до 5 октября 1994 г., № 1983)
2. Белый, Михаил Михайлович (5 октября 1994 г., № 1984 — 4 июня 1999 г., № 713)
3. Киселёв, Сергей Борисович (4 июня 1999 г., № 714 — 12 июня 2005 г., № 694)
4. Рожков, Андрей Николаевич (12 июня 2005 г., № 695 — 31 октября 2011 г., № 1439)
5. Моисеев, Леонид Петрович (31 октября 2011 г., № 1440 — 20 февраля 2015 г., № 84)
6. Татаринов, Андрей Алексеевич (20 февраля 2015 г., № 85 — 29 апреля 2021 г., № 258)
7. Кудашев, Николай Ришатович (с 12 января 2022 г., № 9 — 15 июля 2025 г., № 476)
8. Ганжа, Сергей Павлович (с 15 июля 2025 г., № 477)

## Сирия
Сирийская Арабская Республика
1. Зотов, Александр Иванович (до 13 сентября 1994 г., № 1910)
2. Гогитидзе, Виктор Юрьевич (13 сентября 1994 г., № 1911 — 31 августа 1999 г., № 1138)
3. Маркарян, Роберт Вартанович (31 августа 1999 г., № 1139 — 10 ноября 2006 г., № 1261)
4. Кирпиченко, Сергей Вадимович (1 декабря 2006 г., № 1330 — 7 сентября 2011 г., № 1169)
5. Кульмухаметов, Азамат Рахметович (7 сентября 2011 г., № 1172 — 22 декабря 2014 г., № 802)
6. Кинщак, Александр Александрович (22 декабря 2014 г., № 803 — 29 октября 2018 г., № 613)
7. Ефимов, Александр Владимирович (с 29 октября 2018 г., № 614)

## Таджикистан
Республика Таджикистан
1. Сенкевич, Мечеслав Иванович (18 марта 1992 г., № 285 — 3 октября 1996 г., № 1418)
2. Белов, Евгений Владимирович (3 октября 1996 г., № 1419 — 28 апреля 2000 г., № 760)
3. Пешков, Максим Александрович (8 июня 2000 г., № 1077 — 23 мая 2005 г., № 576)
4. Абдулатипов, Рамазан Гаджимурадович (23 мая 2005 г., № 577 — 6 марта 2009 г., № 240)
5. Попов, Юрий Фёдорович (6 марта 2009 г., № 241 — 1 августа 2013 г., № 664)
6. Лякин-Фролов, Игорь Семёнович (1 августа 2013 г., № 665 — 16 августа 2022 г., № 561)
7. Григорьев, Семён Вячеславович (с 16 августа 2022 г., № 562)

## Таиланд
Королевство Таиланд
1. Босторин, Олег Владимирович (до 6 сентября 1997 г., № 999)
2. Малыгин, Валерий Владимирович (6 сентября 1997 г., № 1000 — 29 января 2001 г., № 84)
3. Островенко, Евгений Дмитриевич (29 января 2001 г., № 85 — 9 ноября 2004 г., № 1420)
4. Афанасьев, Евгений Владимирович (9 ноября 2004 г., № 1421 — 3 февраля 2010 г., № 134)
5. Марьясов, Александр Георгиевич (3 февраля 2010 г., № 135 — 25 августа 2014 г., № 579)
6. Барский, Кирилл Михайлович (25 августа 2014 г., № 580 — 2 ноября 2018 г., № 628)
7. Томихин, Евгений Юрьевич (с 2 ноября 2018 г., № 629)

## Туркменистан
Туркменистан
1. Черепов, Вадим Георгиевич (27 марта 1992 г., № 317 — 31 декабря 1997 г., № 1388)
2. Щелкунов, Анатолий Викторович (31 декабря 1997 г., № 1389 — 13 мая 2002 г., № 460)
3. Молочков, Андрей Фёдорович (7 июля 2003 г., № 742 — Указ об освобождении от должности не найден)
4. Блатов, Игорь Анатольевич (16 января 2006 г., № 30 — 5 мая 2011 г., № 581)
5. Блохин, Александр Викторович (5 мая 2011 г., № 582 — 6 апреля 2023 г., № 252)
6. Волынкин, Иван Кириллович (с 6 апреля 2023 г., № 253)

## Турция
Турецкая Республика
1. Чернышёв, Альберт Сергеевич (до 6 августа 1994 г., № 1657)
2. Кузнецов, Вадим Игоревич (13 сентября 1994 г., № 1917 — 30 июня 1998 г., № 751)
3. Лебедев, Александр Александрович (30 июня 1998 г., № 752 — 27 февраля 2003 г., № 253)
4. Стегний, Петр Владимирович (27 февраля 2003 г., № 254 — 31 января 2007 г., № 90)
5. Ивановский, Владимир Евгеньевич (31 января 2007 г., № 91 — 12 июля 2013 г., № 627)
6. Карлов, Андрей Геннадьевич (12 июля 2013 г., № 628 — 19 декабря 2016 г.†)
7. Ерхов, Алексей Владимирович (с 19 июня 2017 г., № 272)

## Узбекистан
Республика Узбекистан
1. Сидорский, Филипп Филиппович (18 марта 1992 г., № 283 — 25 апреля 1997 г., № 407)
2. Пацев, Александр Константинович (25 апреля 1997 г., № 408 — 25 августа 1999 г., № 1112)
3. Рюриков, Дмитрий Борисович (29 октября 1999 г., № 1458 — 17 июня 2003 г., № 678)
4. Мухаметшин, Фарит Мубаракшевич (17 июня 2003 г., № 679 — 17 октября 2008 г., № 1487)
5. Тюрденев, Владимир Львович (23 ноября 2009 г., № 1332 — 5 марта 2021 г., № 126)
6. Мальгинов, Олег Сергеевич (с 5 марта 2021 г., № 127)

## Филиппины
Республика Филиппины
1. Кучук, Виталий Борисович (до 13 февраля 1996 г., № 186)
2. Хмельницкий, Анатолий Иванович (13 февраля 1996 г., № 187 — 16 июля 2002 г., № 743)
3. Небогатов, Анатолий Владимирович (16 июля 2002 г., № 744 — 8 января 2007 г., № 9)
4. Воробьёв, Виталий Яковлевич (8 января 2007 г., № 10 — 27 августа 2010 г., № 1077)
5. Кудашев, Николай Ришатович (27 августа 2010 г., № 1078 — 2 марта 2015 г., № 106)
6. Ховаев, Игорь Анатольевич (2 марта 2015 г., № 107 — 21 сентября 2020 г., № 576)
7. Павлов, Марат Игнатьевич (с 21 сентября 2020 г., № 577)

## Шри-Ланка
Демократическая Социалистическая Республика Шри-Ланка
1. Виноградов, Юрий Николаевич (до 25 мая 1993 г., № 773)
2. Кабанов, Олег Викторович (25 мая 1993 г., № 774 — 22 января 1998 г., № 56)
3. Зотин, Виктор Гаврилович (22 января 1998 г., № 57 — 21 марта 2001 г., № 320)
4. Конаровский, Михаил Алексеевич (21 марта 2001 г., № 321 — 21 февраля 2002 г., № 196)
5. Карпов, Михаил Георгиевич (19 июня 2002 г., № 621 — умер 24 июня 2004 г.)
6. Шебаршин, Алексей Леонидович (19 января 2005 г., № 38 — 27 августа 2008 г., № 1262)
7. Михайлов, Владимир Петрович (27 августа 2008 г., № 1263 — 24 августа 2012 г., № 1209)
8. Карчава, Александр Алексеевич (24 августа 2012 г., № 1210 — 21 августа 2017 г., № 390)
9. Материй, Юрий Борисович (21 августа 2017 г., № 391 — 8 сентября 2022 г., № 612)
10. Джагарян, Леван Семёнович (с 8 сентября 2022 г., № 615)

## Япония
Япония
1. Чижов, Людвиг Александрович (до 6 сентября 1996 г., № 1323)
2. Панов, Александр Николаевич (6 сентября 1996 г., № 1324 — 25 декабря 2003 г., № 1508)
3. Лосюков, Александр Прохорович (2 марта 2004 г., № 291 — 28 декабря 2006 г., № 1460)
4. Белый, Михаил Михайлович (28 декабря 2006 г., № 1461 — 20 февраля 2012 г., № 205)
5. Афанасьев, Евгений Владимирович (20 февраля 2012 г., № 206 — 29 января 2018 г., № 29)
6. Галузин, Михаил Юрьевич (29 января 2018 г., № 30 — 25 ноября 2022 г., № 849)
7. Ноздрев, Николай Станиславович (с 19 января 2024 г., № 50)